# Hypocaustum

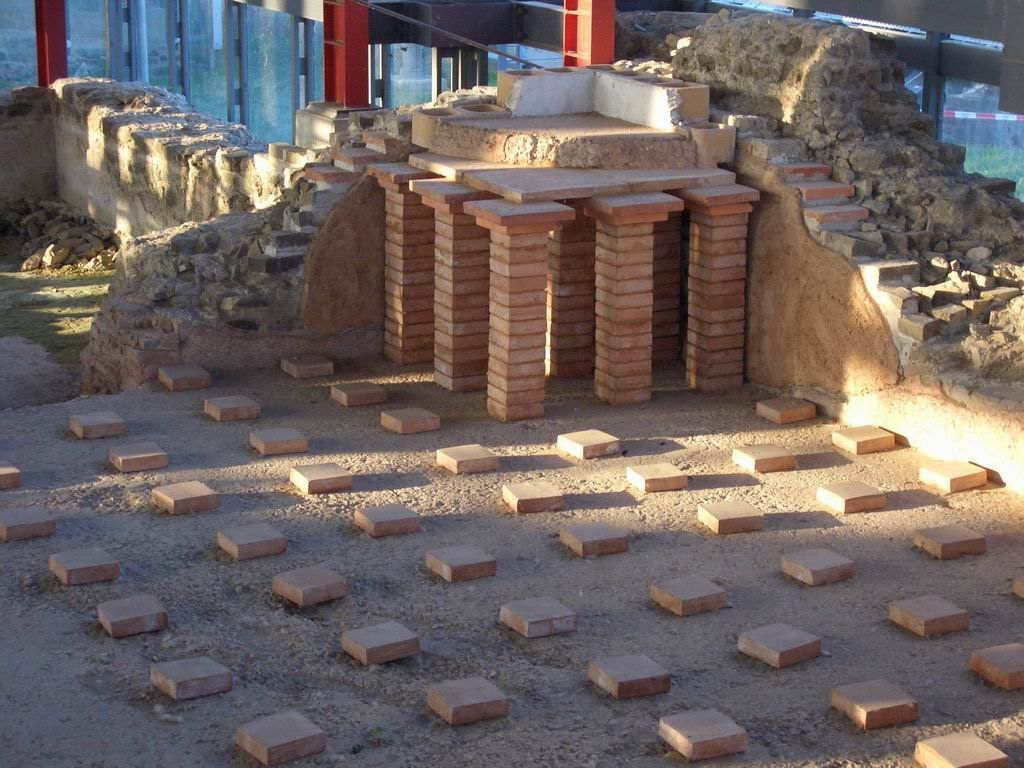
Reconstructie in Archeologisch Park Xanten

Het hypocaustum of hypokaustsysteem is een Romeins systeem van verwarming, dat werd uitgevonden omstreeks de 2de eeuw v.Chr. door Caius Sergius Orata die zijn visvijvers ermee verwarmde.
Het hypocaustum bestaat uit een zwevende vloer (suspensura) die van beneden wordt verwarmd door middel van een stookruimte (praefurnium). De vloer rust op pilae; kleine bakstenen pijlertjes van ongeveer 60 cm hoog. Daardoor kan de warmte zich onder de vloer verspreiden. Ook zijn de muren van holle bakstenen gebouwd zodat de warmte zich ook daardoor kan verspreiden. Het systeem werd omstreeks 100 v.Chr. toegepast in de thermen en kwam ten tijde van Vitruvius ook voor in private woningen.
Een tweede type hypocaustum ontwikkelde zich en hierbij werd gebruikgemaakt van kolen die verbrand werden en de warmte werd door kanalen verplaatst en verwarmde op deze manier de bovenliggende kamers.
Romeinse hypocaustvloeren zijn ook in Nederland en België bewaard gebleven, zowel in openbare badgebouwen ("thermen") als in grotere stadswoningen en villae rusticae zoals deze in Basse-Wavre. Bekend zijn de Thermen van Heerlen, die van Maastricht en die van Aarlen.

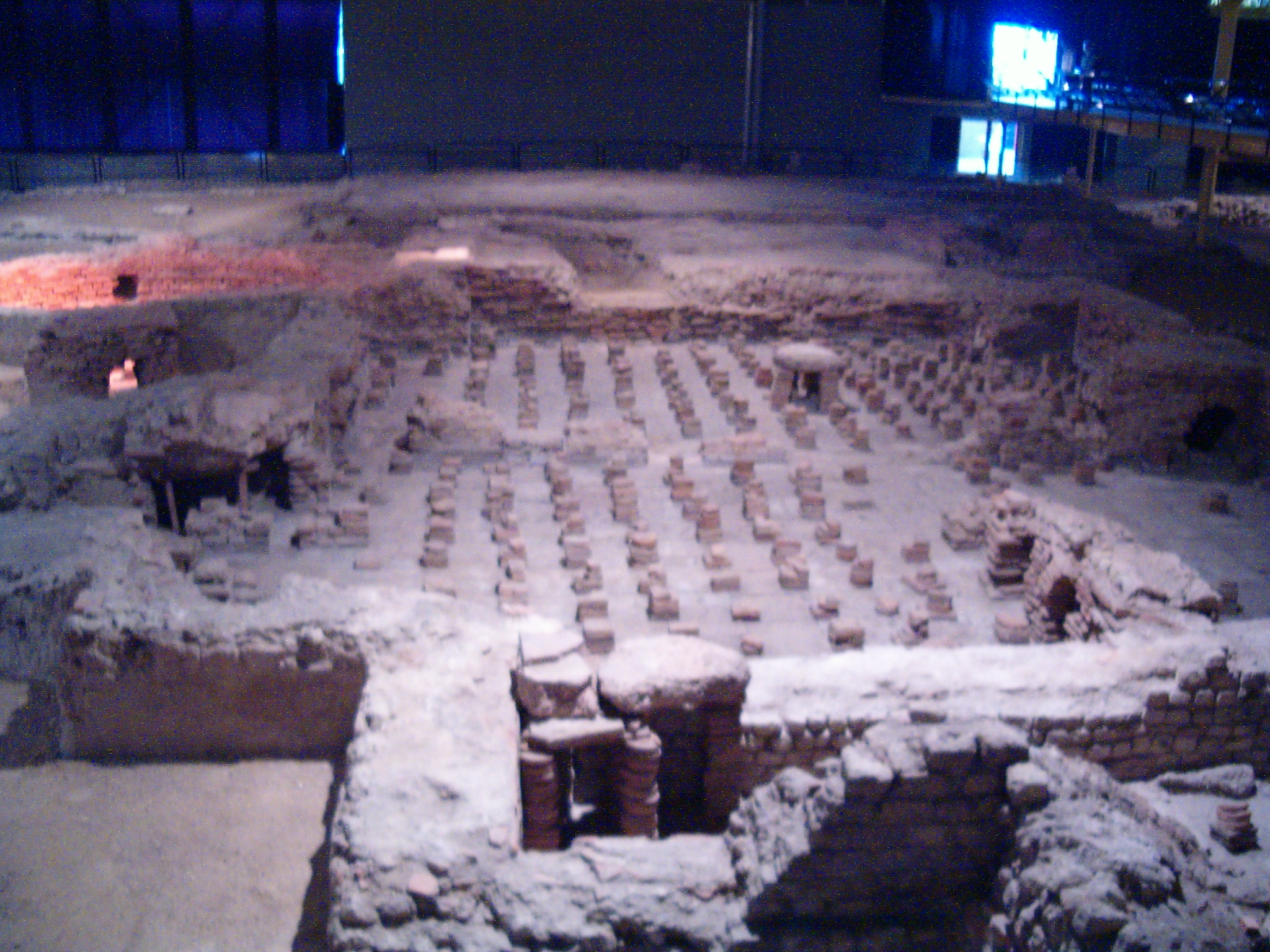
Thermenmuseum, Heerlen
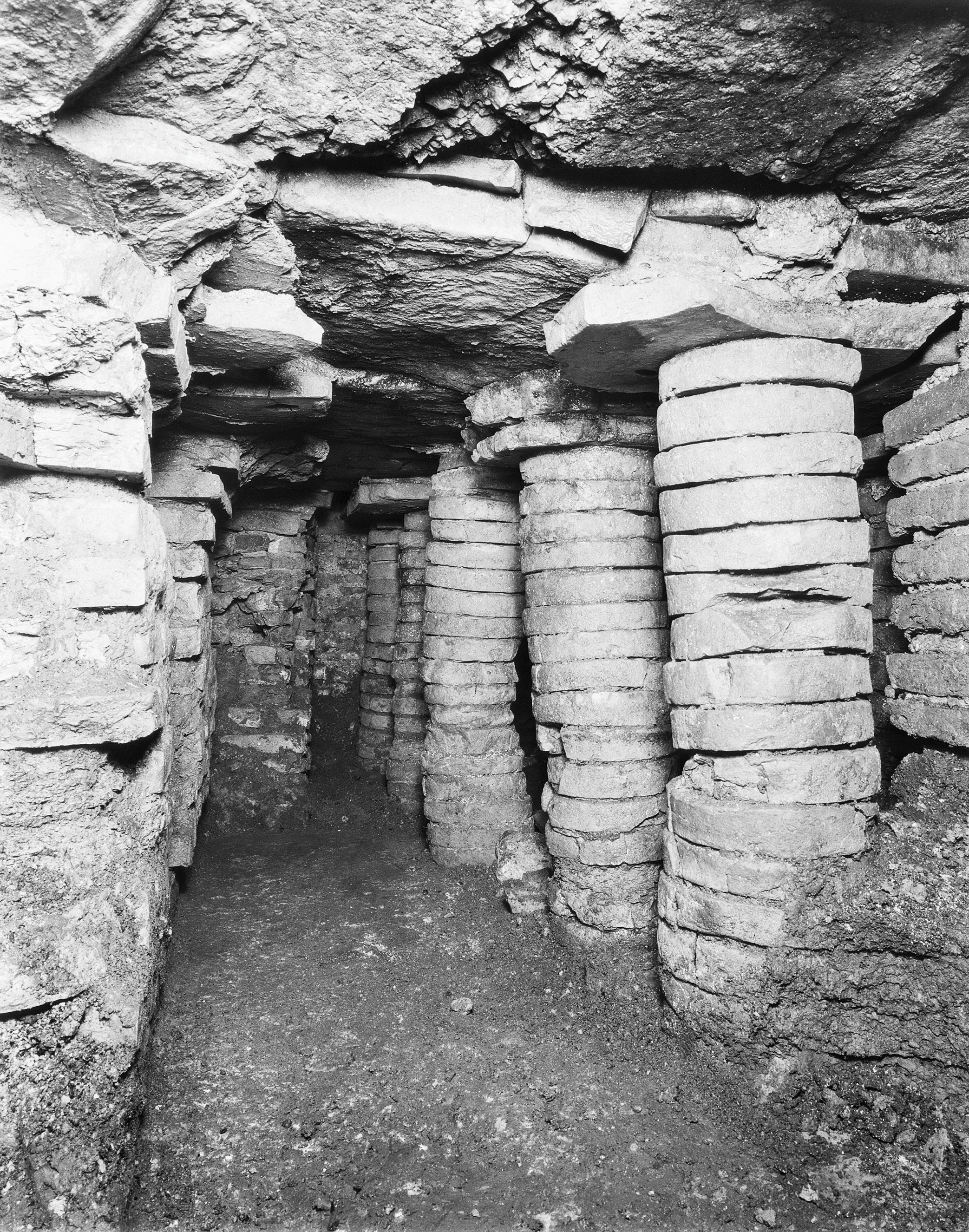
Op de Thermen, Maastricht
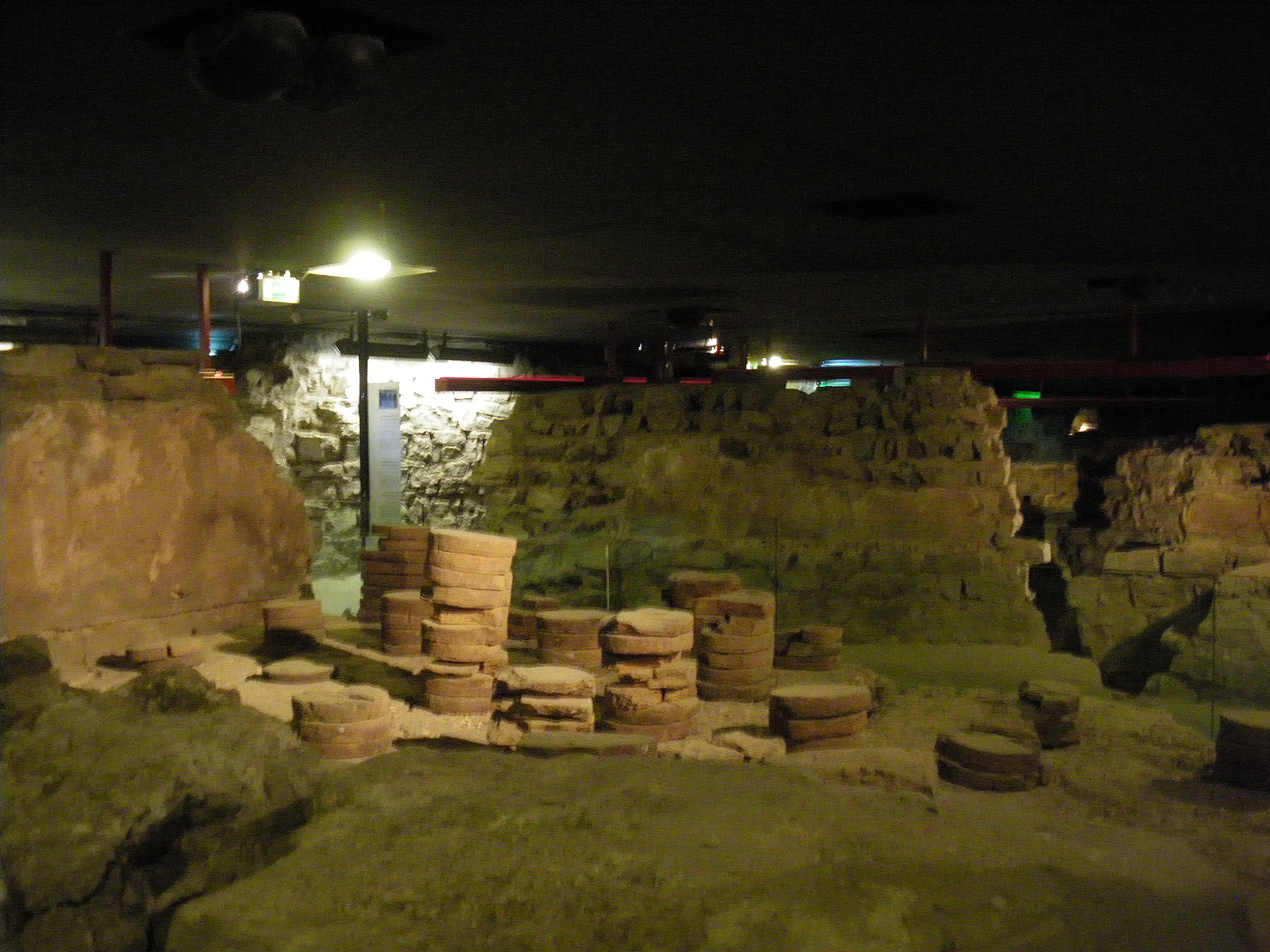
Archéoforum, Luik
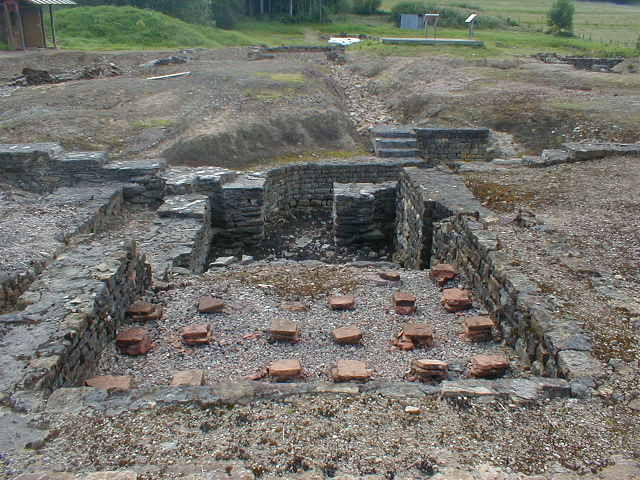
Romeinse villa Habay-la-Vieille